# Ernst De Geer
Ernst De Geer (* 15. Juli 1989 in Stockholm) ist ein schwedischer Drehbuchautor und Filmregisseur.

## Leben
Ernst De Geer wurde 1989 in Stockholm geboren, wo er auch aufwuchs. Er studierte Regie an der Norwegischen Filmschule und drehte hier seinen ersten Kurzfilm Success, der 2018 beim Göteborg International Film Festival erstmals gezeigt wurde. Ebenso entstand dort sein Abschlussfilm The Culture, der in der Kurzfilmkategorie für den Amandaprisen nominiert war. Zuvor besuchte er die Filmschule „Biskops Arnö“ in Schweden, wo er einen Kurs in Drehbuchschreiben belegte. De Geer ist auch freiberuflich im Fernsehen tätig und war als Autor an den Fernsehserien Nach und Beist beteiligt.
De Geers Spielfilmdebüt, die Satire Hypnose, feierte Anfang Juli 2023 beim Internationalen Filmfestival Karlovy Vary seine Premiere. Für diesen Film schrieb er gemeinsam mit Mads Stegger das Drehbuch, der mit ihm die Norwegische Filmschule besuchte.

## Filmografie
- 2018: Success (Kurzfilm, Regie)
- 2018: The Culture (Kurzfilm, Regie)
- 2019: Wimbledon (Kurzfilm, Regie)
- 2021: Nach (Fernsehserie, 4 Folgen, Regie und Drehbuch)
- 2023: Beist (Fernsehserie, 8 Folgen, Drehbuch)
- 2023: Hypnosen (Hypnosen, Regie und Drehbuch)

## Auszeichnungen
Amandaprisen
- 2019: Nominierung als Bester Kurzfilm (The Culture)

Chicago International Film Festival
- 2023: Nominierung im New Directors Competition (Hypnose)[7]

Internationales Filmfestival Karlovy Vary
- 2023: Nominierung für den Kristallglobus (Hypnose)